# Octonoba yesoensis
Octonoba yesoensis es una especie de araña araneomorfa del género Octonoba, familia Uloboridae. Fue descrita científicamente por Saito en 1934.
Habita en Rusia, Asia Central hasta Japón.